# シンバル

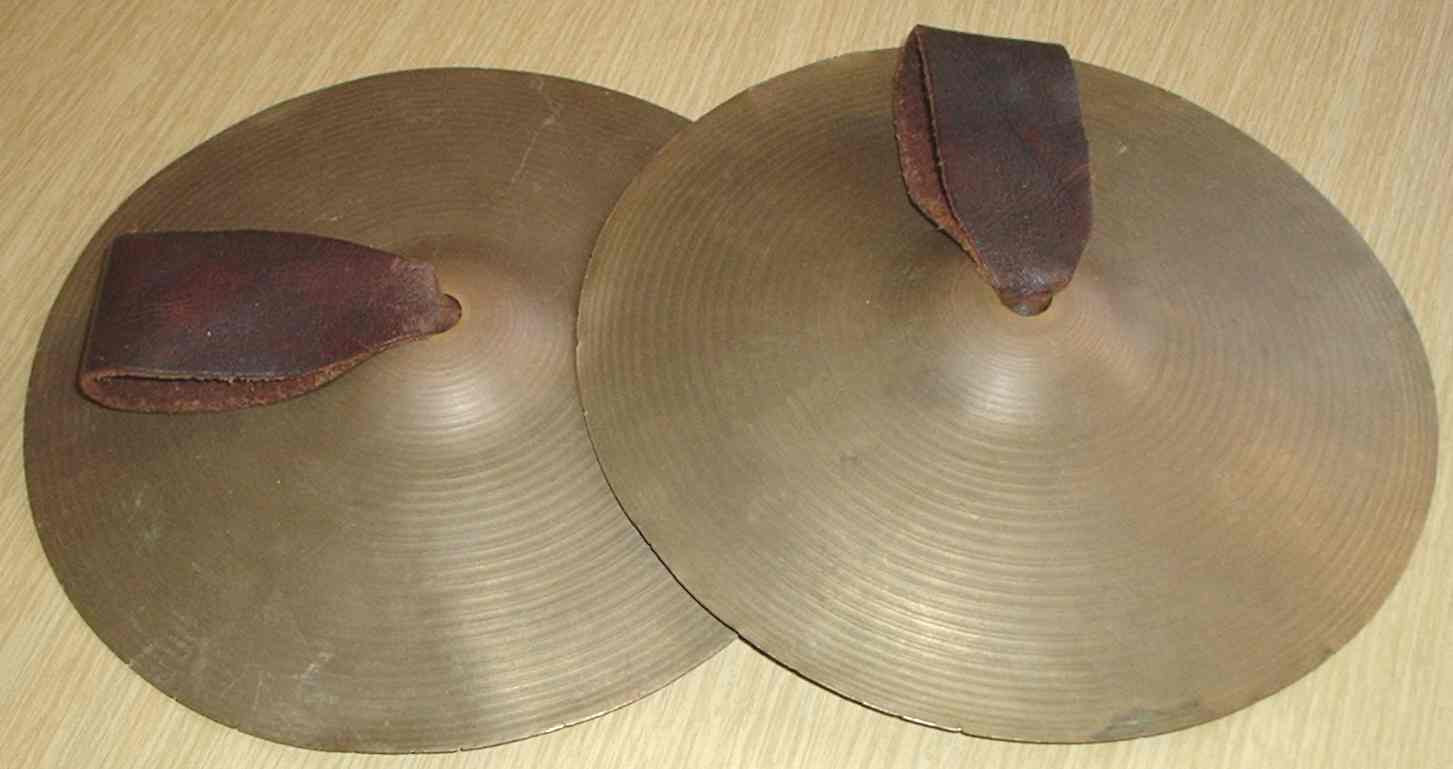
クラッシュシンバル

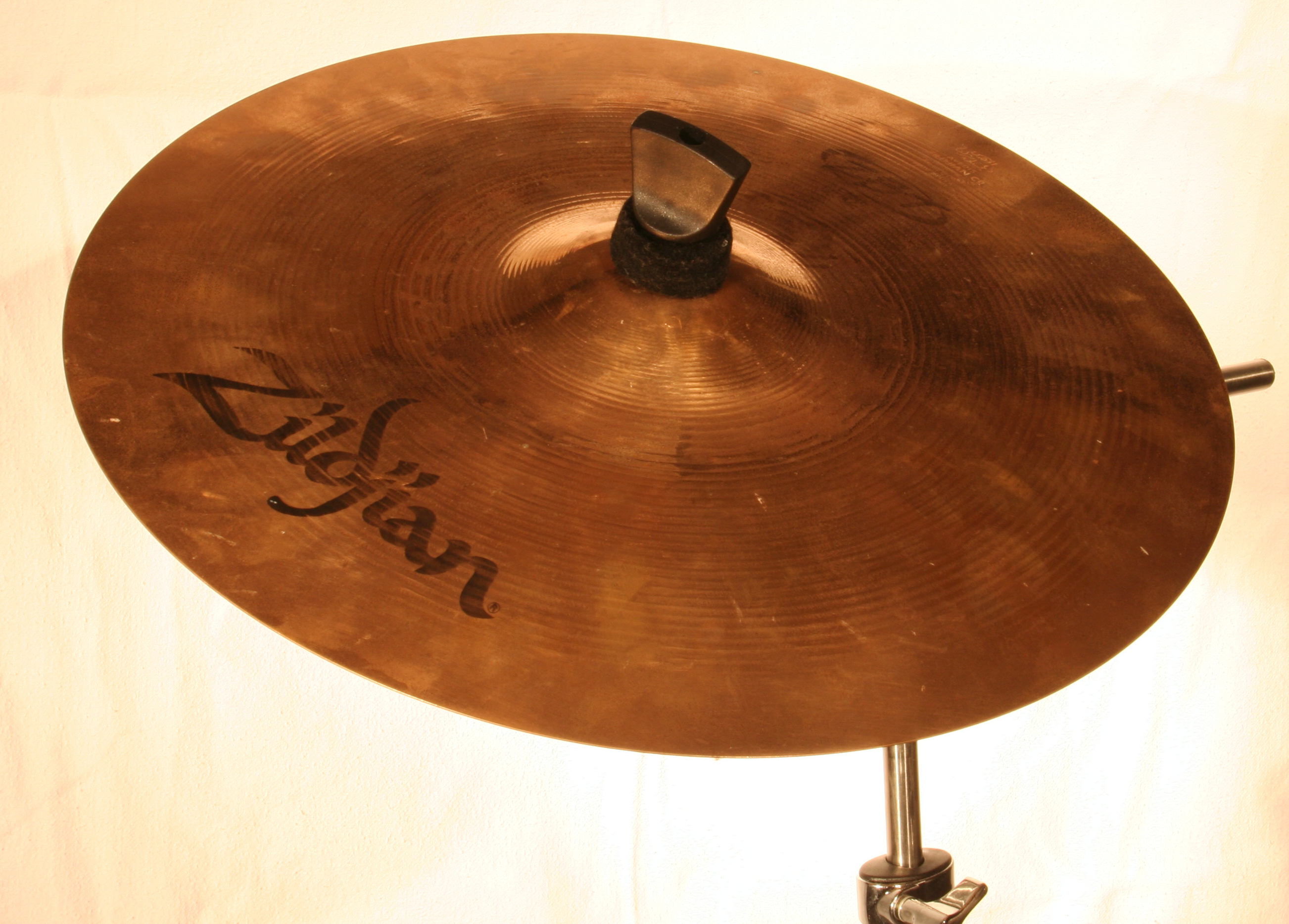
サスペンド・シンバル（サスペンデッド・シンバル）

シンバル（英: cymbal）は、体鳴楽器に分類される打楽器の一つ。

## 概要
シンバルは、つば広帽子の形に、比較的薄く伸ばした金属でできた楽器で、主に西洋音楽で使われる。同様のものはユーラシア大陸全土に広がっており、仏教に使われるものを鐃鉢（にょうはち）または鐃ばつといい、それと同じもので芝居に使うものを妙はつという。同形のさらに小型のものは、銅ばつ・銅拍子（どびょうし）・手平金と呼ばれる。また、同種の物に非常に小さいシンバルがあり、指に付けて打ち合わせたりして演奏するのでフィンガーシンバルと呼ばれる。クロタルもその一種である。現在の西洋音楽で常用されるものとしては、タンバリンの枠で見ることができる。また、アンティークシンバル（クロタル、クロテイルと呼ばれることもある）というシンバルの形をしている小型の楽器は、形は似ているものの音色や音の性質は全く異なる。

## 奏法や構造による区分
同じ形のシンバルを2枚対向させて打ち合わせるなどして演奏する場合と、1枚のシンバルを吊すかスタンドに固定してスネアドラムのバチ（スティック）や、木琴やマリンバ、鉄琴やヴィブラフォン、場合によってはティンパニのバチ（マレット）で叩く場合とがあり、前者をクラッシュ・シンバル（一般的には合わせシンバルやハンドシンバルと呼ぶ）、後者をサスペンド・シンバル(サスペンデッド・シンバル)と呼んで区別する。2枚を対向させて打ち合わせて演奏する場合は、叩く側を音が高い方、受ける側を音が低い方とすることが一般的である。また、2枚のシンバルを水平にスタンドに固定して、1枚を上下に動くようにしてペダル装置で操作するものがあり、ハイハットと呼んで主にドラムセットの中で使用する。なお、サスペンド・シンバルに金属製の鋲を数本打ち込んだものもあり、シズルシンバルと呼ばれる。また、サスペンド・シンバルの中でもチャイナシンバルやスプラッシュシンバルのように独特の音響を持つシンバルはエフェクト・シンバルと呼ばれている。
クラッシュは、⊃⊂と描きながら片方を上から下へ、もう片方を動かし、こすらせるようにして打ち合わせるのが基本である。非常に小さな音から一打ちでオーケストラ全体をも制するほどの大きな音まで出すことができる表現力がある。
サスペンドにはトレモロ（細かく反復して打つ方法）をしながらだんだん音量を大きくしていく奏法があり、劇的に曲を盛り上げる効果がある。
クラッシュでのトレモロは、楽器のひとつの縁と、逆の縁を交互に打ち合わせる奏法による。また、楽器をトライアングルのばちでこする、その他、様々な特殊奏法が開発されている。
上述の、管弦楽団や吹奏楽団などにおける合わせシンバル 及び サスペンド・シンバルには、16インチ・18インチ・20インチ前後のサイズのものが一般的に多く用いられるが、曲想によりこれ以外のサイズのものも適宜用いられる。マーチングバンドなどにおいては、演奏効果・視覚効果等に鑑み、様々なサイズの合わせシンバルを用いる。メーカーでも様々な径のシンバルを取り揃えている。また、幼稚園や小学校の園児・児童等による鼓笛隊などにおいては、音楽的な側面よりも、体格的な問題から、小さな径のインチ数の楽器が選択されるケースが見受けられる。

## ドラムセットにおけるシンバルの種類
ドラムセットにおけるシンバルの役割は重要で、以下に用途別の名称を記載する。
- 名の由来：音を元に命名することが多い。
- サイズ：6 - 24インチサイズが市販されているサイズ。
- 音質：シンバルは材料と口径・厚みの3要素が音質を作る基礎となる。それらに加え、ハンマリング・シェイピング・フィニッシュが細部を決定付ける。口径が小さいほど音量は小さくなり、音程は高くなる。厚みが増すほど音程は高くなり余韻がなくなる。
- 演奏：スティックを使用する他、マレットと呼ばれるフェルト状の布で先端がくるまれたバチを使用する。マレットの場合、スティックとは異なりアタック音が出ないため、純粋なシンバルの響きを引き出せる。

### ハイハット

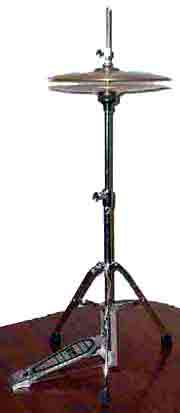
ハイハット

- サイズ：13 - 15インチサイズが一般的。
- 形状：皿状。
- セッティング：専用のハイハット・スタンドに載せ、縁を合わせるように対面させる。同径で上(トップハイハット)が薄め・下(ボトムハイハット)が厚めのものを組み合わせることが多い。
- 音質：口径が小さいため高い。ペダルを開閉させることで硬い音や響く音を出せる。
- 演奏：ドラム演奏の要ともいえるビートを刻む主人公。アクセントなどの味付けをする他のシンバルとは一線を画す。スタンドのペダルを踏み2枚のシンバルを閉じ合わせた「クローズ」状態で叩くことにより余韻のない音を奏でることができる。またペダルを緩めて叩くことによって2枚のシンバルが互いに擦れあいながら鳴る「オープン」音を奏でることができる。さらにオープン状態で発音してからペダルを踏むことにより余韻を途中でカットするなど多彩な表現ができる。ロック系の音楽などで音量がほしい場合にはクローズ状態から少しペダルを緩めた「ハーフオープン」を用いる場合もある。ペダルだけでリズムを刻むペダル奏法もあり、踵でペダルを蹴ればシンバルクラッシュ（クラシックのシンバル音）をすることも可能。

### クラッシュ
- 名の由来：クラッシュ（衝突）が由来。
- サイズ：14 - 18インチサイズが一般的。
- 形状：皿状。
- セッティング：一般的にスタンドに載せる。
- 音質：余韻のある澄んだ音。ロックでは、厚めで余韻が長く高い音程のものが好まれ、ジャズでは薄く余韻が短く低い音程のものが好まれる。
- 演奏：曲の流れにアクセントを付ける目的で使用される。ビバップやモダンジャズではアクセントとしてバス・ドラムと同時に使われる事が多く、構成とは別にリズム全体を高揚させるために使われる。

### ライド
- 名の由来：「ライド・ビート(ビートを乗せる)」ドラムセット創成期におけるジャズにおいて、このシンバルを鳴らしてリズムパターンを演奏していたため。「ライド(Ride)＝乗った」というのは有名な誤解による間違いである。
- サイズ：18 - 24インチサイズが一般的。
- 形状：皿状。カップ（中央部の盛り上がり）のサイズは決まっておらず、小さいものや、ないものもある。薄く音程の低いライドを好むジャズでは、聴覚上の音量を上げるために穴を空けて金属鋲を取り付けたモデル（リベット付き、シズル付きと言う）もある。取り付け位置の決まりはない。
- セッティング：一般的にスタンドに載せる。
- 音質：ロックでは高音で歯切れのよい音のものが好まれ、ジャズでは音程が低く奏法次第で様々な音の出せるものが好まれる。ライドはクラッシュシンバルと比すると音は前に出ない。
- 演奏：ビートを刻む目的で使用する点でハイハットシンバルに通じる。特徴的なのはカップ（日本での通称。正式にはベル）と呼ばれる中心の盛り上がった部分で力強いビートが刻める点。

### クラッシュライド
- 名の由来：クラッシュとライドの両用として作られたことから。
- サイズ：16 - 22インチサイズが一般的。
- 形状：皿状。
- セッティング：一般的にスタンドに載せる。
- 音質：クラッシュ音も出るがビートも刻める中間の音質。
- 演奏：ビートを刻みながら、クラッシュ音を出すということが可能。ジャズ等ではクラッシュシンバルで代替することが多い。

### チャイナ
- 名の由来：名のとおり中国で使用されているシンバル。反り返っている形状から、スウィッシュとも呼ばれる。
- サイズ：サイズが幅広い。小さいものは持ち手を付けて京劇で用いキメの部分などで演奏される。
- 形状：通常のシンバルの形状とは異なり、縁が反り返っている。
- セッティング：一般的に表裏を逆向きにセットしたりもする（つまり通常のシンバルとは逆に裏側を演奏面とする）。
- 音質：倍音が整っていないために、音は他と比べると濁りのある音。
- 演奏：普通のアクセント以上のインパクトがほしい時に使用するが、逆にこれでビートを刻むこともある。

### スプラッシュ
- 名の由来：スプラッシュ（しぶき、とびはね、はね散らかし)が由来。
- サイズ：6 - 10インチサイズが一般的。
- 形状：皿状。
- セッティング：スタンドに載せるが、合わせシンバルとしてクラッシュシンバルやチャイナシンバルと組み合わせることもある。合わせシンバルの場合、同じ向きで重ねる方法と逆向きに重ねる方法がある。
- 音質：クラッシュシンバルよりも余韻の減衰が早く、軽い音
- 演奏：静かなバラードのような曲で使用したりもするが、逆にスピードのある曲でしつこくならない程度にクラッシュ音がほしい場合にも使用したりする。

### チャイナスプラッシュ
- 名の由来：チャイナとスプラッシュの両方の要素があるため。
- サイズ：6 - 10インチサイズが一般的。
- 形状：チャイナ同様に通常のシンバルの形状とは異なり、縁が反り返っている。
- セッティング：スタンドに載せるが、合わせシンバルとしてクラッシュシンバルやチャイナシンバルと組み合わせることもある。
- 音質：チャイナシンバルよりも余韻の減衰が早く、軽い音。スプラッシュよりはパワフル。
- 演奏：チャイナシンバルよりもアクが強くないため、スプラッシュでは物足りないときなどに使う。

### ベル
- 名の由来：ベルはシンバルの中央部の膨らみのことであり、それ単体で独立したもの。
- サイズ：6 - 10インチサイズが一般的。
- 形状：ボウル状。
- セッティング：スプラッシュシンバル同様スタンドに載せるが、合わせシンバルの場合、逆向きに重ねる。
- 音質：力強い音（カンカンと鳴る）。減衰の速いスプラッシュと異なり、余韻は長い。
- 演奏：インパクトという点でチャイナに通じる。ただし、ビートを刻むことはあまりない。

## 製造
銅を主成分とした金属の合金（錫・銀・ニッケル等を含む）で製造される。安価なものでは黄銅系、高価なものでは青銅系の合金で製造される。製造方法は大きく3種類あり、製造工程がさらに求める音により変わるため一概に製造過程を定義しにくいが、大体のところは以下のとおり

### 製造方法
- プレス製法：金属板をプレスして成形するもの。安価なもの。
- 鍛造製法：鋳造した地金を叩き伸ばしていくもの
- 鋳造製法：溶けた地金を型に流し込むもの

### 製造工程
- ハンマリング：ハンマーで表面を打っていく工程。機械打ちと手打ちがある。凹凸をつけることで、音が凸の方に集約し、そこから多方向に伝達され響きが良くなる。
- 切削加工（レイジング）：表面を削る工程。削らない場合、隙間を空けて削る場合、削る・削らない部分を意図して併置する場合もある。
- メッキ加工：表面にメッキをする工程。しない場合もある。

## シンバルメーカー
今日の西洋音楽で使われるシンバルはトルコから広まったものであるという歴史から、現在もシンバルメーカーはシンバル発祥地トルコが源流というブランドが世界市場で主力となっている。もうひとつの発祥地と言われる中国源流のブランドは、今のところWuhan・ZENN。
- Zildjian（ジルジャン）：イスタンブール出身のアルメニア系シンバル職人ジルジャン一族が経営するブランド。「ジルジャン」は「シンバル職人の息子」という意味がある。現在はアメリカで生産されている。現存するシンバルメーカーの中で最も古い歴史を持つ。
- SABIAN（セイビアン）：ジルジャンのカナダ工場が独立し枝分かれしたブランド。saly,bily,andyという3人の子供たちの名前をあわせて社名とした。8角形のロクタゴン(Rocktagon)などユニークな商品があり、多数の試作品を一般ドラマーのプロ、アマに試奏させてアンケートを募り、人気が高かった試作品を商品化したものなど、ユーザーの意見を反映した商品もラインナップに加わっている。
- ISTANBUL（イスタンブール）：ジルジャンのトルコ工場が閉鎖され路頭に迷った職人を集めて作られたブランド。アゴップ社で作られた製品とメメット社で作られた製品があり、それぞれの製品にはそれぞれのサインが入っている。
- PAiSTe（パイステ）：エストニア系ロシア人のトーマス・パイステによって創設された。現在はスイスのブランド。ジャズ全盛時にも繊細かつ高品質な製品で評価が高かったが、1970年代、楽器の電気化に対応できる音量の出る製品が大ヒットとなる。全てのシリーズがシートシンバルで出来ており、製品毎のムラがなく、安定した品質を売り出している。
- UFIP（ユーヒップ）：イタリアのブランド。溶かした合金を回転する機械に注ぎ、遠心力を使ってシンバルの原型を製造する。全てがハントメイドで作られているため、そして製品の品質を安定させるために、意図的に流通量を制限している。
- KOIDE（コイデシンバル）：小出製作所。大阪府に所在。日本国内唯一のシンバル製造も行う金属加工メーカー。クラシックシンバルとドラムセットシンバルをラインナップする。
- Bosphorus（ボスフォラス）：Zildjian、ISTANBULとは全く異なる流れを持つトルコブランド。トルコ伝統の製法を守る孤高のブランド。
- Turkish（ターキッシュ）：ISTANBUL社の職人が独立して作ったメーカー。
- MEINL（英語版、ドイツ語版）（マイネル）：ドイツのブランド。打楽器の総合メーカー。上位シリーズの製造工場はトルコ。社員全員がドラマーであり、仮にドラマーではない人間が入社した場合、MEINL側が費用を負担してまでドラムを習わせる程、徹底してドラマー目線による楽器作りを肝としている。
- WUHAN（ウーハン）：中国のブランド。漢字表記は「武漢」。当然チャイナ・シンバルが強い。ライド等も隠れた名品。
- MasterWork（マスターワーク）：トルコ製。
- スピッチーノ：イタリア人のシンバル職人スピッチーノがハンド・ハンマーを行い、オールドKジルジャンを意識している。スピッツとも言う。
- Amedia：トルコのイスタンブールに所在するシンバルメーカー。トルコの伝統の製法に従い100%ハンドメイドでハンドハンマリング・シンバルを製造している。
- soultone（ソウルトーン）：イスラエル出身のドラマー、イキー・レビーが2003年に設立したメーカー。
- Agean Cymbal（エイジーンシンバル）: istanbulの職人が2002年に立ち上げた純トルコ製ハンドメイドシンバル。トルコシンバルの伝統を継承し且つ他に無い澄んだサウンドを持つシンバル